# William F. Meggers Award
Der William F. Meggers Award der The Optical Society wird seit 1970 jährlich für Leistungen in der Spektroskopie vergeben. Er ist nach dem Physiker William Frederick Meggers (1888–1966) benannt, der ab 1914 beim National Bureau of Standards auf den Gebieten Spektroskopie und Metrologie arbeitete.
Von den Preisträgern erhielten Theodor W. Hänsch, David J. Wineland, Steven Chu und Pierre Agostini später den Nobelpreis für Physik.
Er ist nicht mit dem Applied Spectroscopy William F. Meggers Award der Federation of Analytical Chemistry and Spectroscopy Societies (FACSS) zu verwechseln.

## Preisträger
- 1970 George R. Harrison
- 1972 Allen G. Shenstone
- 1973 Curtis J. Humphreys
- 1974 Harry L. Welsh
- 1975 Emmett N. Leith
- 1976 Jean Blaise, W. R. S. Garton
- 1977 Frank S. Tomkins, Mark S. Fred
- 1978 Robert P. Madden
- 1979 nicht vergeben
- 1980 John G. Conway
- 1981 Bors P. Stoicheff
- 1982 George W. Series
- 1983 William C. Martin
- 1984 Robert D. Cowan
- 1985 Theodor W. Hänsch
- 1986 Alexander Dalgarno
- 1987 Hans R. Griem
- 1988 Carl W. Lineberger
- 1989 Ugo Fano
- 1990 David J. Wineland
- 1991 Daniel Kleppner
- 1992 Joseph Reader
- 1993 Terry A. Miller
- 1994 Steven Chu
- 1995 Robert N.Compton
- 1996 Robert W. Field
- 1997 Takeshi Oka
- 1998 William C. Stwalley
- 1999 David J. Nesbitt
- 2000 Roger E. Miller
- 2001 Frank De Lucia
- 2002 James C. Bergquist
- 2003 Daniel R. Grischkowsky
- 2004 Brian John Orr
- 2005 Daniel M. Neumark
- 2006 Jun Ye
- 2007 Pierre Agostini
- 2008 Michael S. Feld
- 2009 Leo Hollber
- 2010 Frédéric Merkt
- 2011 Steven T. Cundiff
- 2012 Xi-Cheng Zhang
- 2013 Louis F. DiMauro
- 2014 François Biraben
- 2015 Paul Julienne
- 2016 Brooks Pate
- 2017 Shaul Mukamel
- 2018 Warren S. Warren
- 2019 Michael D. Morse
- 2020 Tony F. Heinz
- 2021 Keith Nelson
- 2022 Michael D. Fayer
- 2023 Stephan Schlemmer
- 2024 Nathalie Picqué
- 2025 John Doyle